# Guagno
Guagno település Franciaországban, Corse-du-Sud megyében. Lakosainak száma 149 fő (2022. január 1.). Guagno Pastricciola, Azzana, Orto, Poggiolo, Rezza, Corte, Venaco és Vivario községekkel határos.

## Népesség
A település népességének változása:
| Lakosok száma | 269  | 242  | 145  | 152  | 141  | 149  | 165  | 160  | 158  | 149  |
|               | 1968 | 1982 | 1990 | 2006 | 2013 | 2015 | 2017 | 2019 | 2020 | 2022 |